# Nyctanassa
Nyctanassa – rodzaj ptaków z podrodziny czapli (Ardeinae) w obrębie rodziny czaplowatych (Ardeidae).

## Zasięg występowania
Rodzaj obejmuje gatunki występujące w Ameryce.

## Morfologia
Długość ciała 51–70 cm, rozpiętość skrzydeł 101–112 cm; masa ciała 649–716 g.

## Systematyka

### Etymologia
- Nyctherodius: gr. νυξ nux, νυκτος nuktos „noc”; ερωδιος erōdios „czapla”[6]. Gatunek typowy: Ardea violacea Linnaeus, 1758.
- Nyctanassa (Nyctinassa): gr. νυξ nux, νυκτος nuktos „noc”; ανασσα anassa „królowa, dama”, od αναξ anax, ανακτος anaktos „król” (por. νασσα nassa „kaczka”)[7].

### Podział systematyczny
Do rodzaju należą następujące gatunki:
- Nyctanassa violacea (Linnaeus, 1758) – ślepowron żółtoczelny
- Nyctanassa carcinocatactes Olson & Wingate, 2006 – ślepowron wielkodzioby – takson wymarły najprawdopodobniej na początku XVII wieku, wkrótce po skolonizowaniu Bermudów przez ludzi[9].